# 潼關之戰
潼關之戰是曹操與馬超、韓遂等西方諸侯發生的戰爭。當時曹操在南方戰線失利，所以決定攻擊漢中的五斗米道領袖張魯。盤踞關中的馬超、韓遂等諸侯認為曹兵即將攻擊自己，紛紛起兵抵抗，在潼關附近與曹軍發生大戰，最後曹操用計取勝，壓制關中。

## 過程

### 關西起兵
西北其中一支軍隊馬騰軍，本來擁兵自重，所以曹操在南下之前，便以漢室之名召馬騰到京都為官，令其子馬超不敢妄動。後曹操於建安十三年（208年）的赤壁之戰大敗，幸而能守住合肥，不被孫權攻下（詳見合肥之戰），加上孫權與劉備結成聯盟，所以曹操加強南方的防備，轉向關中拓展勢力。
建安十六年（211年）三月，曹操派鍾繇出兵討伐漢中的張魯，另派夏侯淵等率兵至河東與鍾繇軍會合。高柔曾勸諫曹操：「大兵西出，韓遂、馬超疑為襲己，必相扇動。宜先招集三輔，三輔苟平，漢中可傳檄而定也。（大軍西出，韓遂、馬超等必會懷疑是襲擊自己，必定互相煽動。宜先平定三輔（關中），三輔（關中）平定了，漢中只要傳上檄文便可平定了。）」同時衛覬也認為關西諸將只想要一方求穩，只要給予封號就可安心，若對張魯用兵，恐怕會驚動關西諸將。曹操不聽，繼續發兵。
關中各將果然產生懷疑，馬超、韓遂、侯選、程銀、楊秋、李堪、張橫、梁興、成宜、馬玩等十數部軍起兵反抗，集結十萬羌、胡、漢人混雜的軍隊，屯於潼關，準備進攻，弘農、馮翊多個縣邑起兵響應，百姓都從子午谷逃入漢中。曹操便派曹仁督各將領前往抵擋，敕令他：「關西兵精悍，堅壁勿與戰。（關西軍精明強悍，只要堅守，不要和敵人對戰。）」

### 曹操出動
七月，曹操親自率軍進擊馬超等，留曹丕守鄴城。許多人都認為：「關西兵彊，習長矛，非精選前鋒，則不可以當也。（關西兵強，擅用長矛，如不是精選的前鋒，則不可以抵擋。）」曹操卻認為：「戰在我，非在賊也。賊雖習長矛，將使不得以刺，諸君但觀之。（戰爭的主動權在我，不是在敵人。敵人雖然擅用長矛，我便令他們不能刺，各位看著吧。）」八月，曹操抵達潼關坐鎮，與馬超等互相對峙。
每當關西聯軍一部一部地到來，曹操總是十分高興。各將領不明，問他何以如此高興，曹操說：「關中長遠，若賊各依險阻，征之，不一二年不可定也。今皆來集，其眾雖多，莫相歸服，軍無適主，一舉可滅，為功差易，吾是以喜。（關中道路長遠，若果敵人各依著地勢防守，就算出兵攻打，沒有一、二年也不可平定。現今他們全部到來結集，人數雖多，但互相都不歸服，聯軍中無一個統領，一舉便可以消滅他們，比起他們各自防守，現在容易多了，所以我便感到高興。）」

### 渡河作戰
曹操向關西聯軍裝出要與他們大戰的軍勢，但另一方面卻派徐晃、朱靈率四千步騎北上渡河，再到浦阪津過河，在河西設營。閏八月，曹操親自由潼關北渡黃河。先將大軍移至北岸，只有曹操和許褚等虎士百餘人留在南岸負責斷後。
馬超立即率萬多人襲擊，亂箭齊發，矢下如雨。但曹操仍然在胡床上不動，許褚見勢危，立刻扶曹操上船，船伕卻被流矢射殺，許褚左手舉著馬鞍作盾，為曹操擋箭，右手則拚命撐船，數次受害。駛了四、五里，馬超軍仍不斷追趕、射箭，大軍都不知曹操安危，十分擔心。這時校尉丁斐命軍隊放走牛馬，用以作餌引敵人，關西聯軍果然放棄追剿，趕緊追捕牛馬，曹操最後才成功渡河。各人見曹操平安無事，悲喜交集，但曹操卻大笑：「今日幾為小賊所困乎！（今日差點被小賊困住呀！）」 
隨後曹操與徐晃軍會合，沿河的道路向南行。聯軍至渭口防守，曹操便設置多隊疑兵，派另一部隊乘船渡過渭水，架起浮橋，於夜中在渭南結營。馬超等率兵攻打，被曹軍伏兵擊破。馬超等屯兵日久，派使向曹操要求以割讓河西為和約，但曹操不答應。九月，曹操渡過渭水，進駐渭南的營地，馬超等曾數次前往挑戰他，曹操又不答應，只守不攻。當時，曹操曾與韓遂、馬超單馬會面，曹操只帶著許褚前往。馬超想靠著自己力大，直接乘機劫持曹操。不過因為許褚瞪著馬超，馬超於是不敢妄動。

### 離間計
關西聯軍為免作持久戰，只好送質子請和。謀士賈詡認為可以假裝答應他們，曹操問他有何計策，賈詡說：「離之而已。（離間他們就可以了。）」曹操明白他的意思，便應許聯軍的請求。
韓遂作代表與曹操相見。曹操與韓遂父親在同一年被推薦為孝廉，又與韓遂是同輩，曾有交情。當二人會面時在馬上不談軍事，只說當年在京都的舊事，拍手歡笑。曹軍又列出五千鐵騎作十重陣，精光耀日，聯軍驚訝，紛紛前來看曹操是什麼人，曹操笑著對他們說：「爾欲觀曹公邪！亦猶人也，非有四目兩口，但多智耳！（你們都想看曹某吧！我也只是一個普通人，不是有四隻眼睛、兩張嘴巴，只是較多智謀罷了！）」
會面結束，馬超等問韓遂：「公何言！（曹操說了什麼！）」韓遂回答：「無所言也。（沒有什麼。）」馬超等對韓遂的態度十分懷疑，擔心他與曹操私下聯繫。過了幾天，曹操給韓遂書信，信中卻故意在多個言詞上塗塗抹抹，改來改去，就像是韓遂改動一樣；馬超等疑心愈來愈大，曹操便趁此時與聯軍約定決戰。曹操先以輕兵前往挑戰，再縱虎騎夾擊聯軍，聯軍大敗，曹軍斬殺成宜、李堪等人。結果韓遂、馬超、梁興敗走涼州，楊秋則前往安定，程銀、侯選南入漢中投靠張魯。潼關之戰到此結束。

## 結果
曹操在此戰將關中數個擁兵自重的軍團打敗，令他們不能結合反抗，大大削弱了他們的勢力。後來，曹操進一步收降楊秋，派夏侯淵鎮守長安，與徐晃、張郃等平定韓遂，雖然馬超仍然不斷聚集群眾起兵，但都被夏侯淵壓下去，最後只有逃往漢中張魯處為客將。而曹操也在建安十七年（212年）五月，將在京為官的馬騰一家殺害。（關於之後請參見冀城之圍）

## 參戰人物
|  | - 曹操軍 - 曹操 - 曹仁 - 夏侯淵 - 許褚 - 徐晃 - 張郃 - 賈詡 - 朱靈 - 丁斐 - 曹洪 - 婁圭（《魏志‧崔琰傳》注引《吳書》） - 楊沛，督孟津戰事（《魏志‧賈逵傳》注引《魏略》） - 窦辅（阵亡） | - 關西聯軍 - 馬超 - 馬岱 - 龐德（投降） - 韋康（被馬超所殺） - 韓遂 - 閻行、成公英（《魏志‧張既傳》注引《魏略》） - 楊秋（投降） - 侯選、程銀（投降） - 成宜（戰死） - 李堪（戰死） - 張橫 - 梁興（戰死） - 馬玩 - 氐族（《三國志·烏丸鮮卑東夷傳》） - 興國氐王阿貴 - 白項氐王楊千萬 |

## 三國演義
小說《三國演義》中，「戰馬超」分別有第五十八回「馬孟起興兵雪恨，曹阿瞞割須棄袍」及第五十九回「許褚裸衣鬥馬超，曹操抹書間韓遂」都是描寫此戰，不過大部份情節都是虛構或改造，如：馬超非因曹操殺害馬騰而起兵，是剛好相反；聯軍沒有進攻長安；曹仁（演義中守將為曹洪、徐晃）沒有失去潼關；曹操雖有敗走，但沒有割鬚棄袍；程银没有阵亡；沒有許褚戰馬超；韩遂、李堪、马玩、梁兴没有投降曹操之意图或举动，馬超沒有斬掉韓遂的手臂及杀死马玩、梁兴等。

## 時下引用
此戰在光榮遊戲真三國無雙系列中為可玩關卡。